# Somoskő

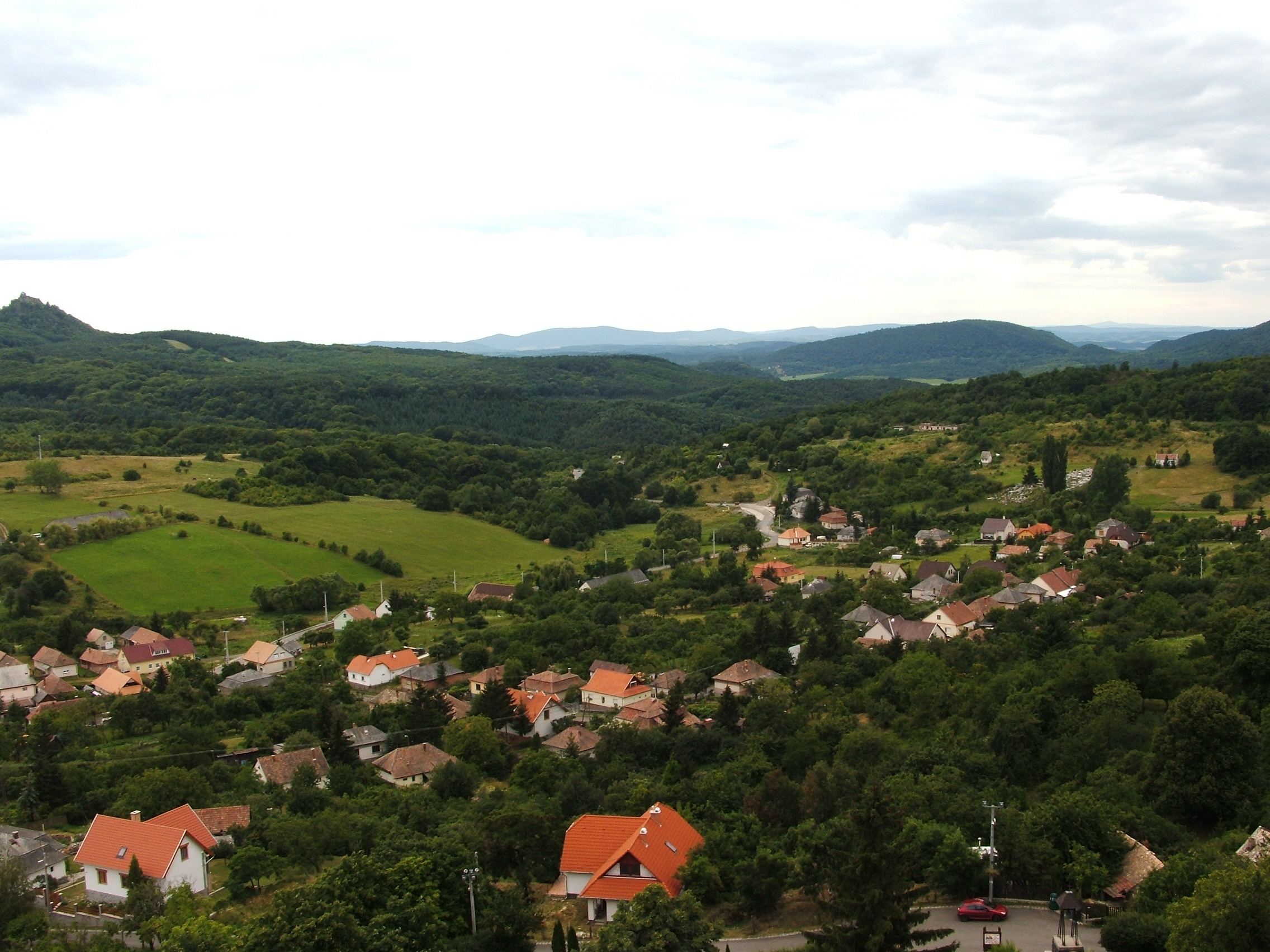
Blick auf den Ort von der Burg

Somoskő war eine ungarische Gemeinde und ist seit 1977 ein Teil der Stadt Salgótarján im Komitat Nógrád.

## Geografie
Somoskő liegt 10 km nördlich vom Stadtzentrum  Salgótarjáns direkt  an der slowakischen Grenze. 

## Geschichte
Die erste schriftliche Erwähnung erfolgte im Jahre 1341. 
Mit dem Vertrag von Trianon vom 4. Juni 1920 wurde der Ort der Tschechoslowakei zugeordnet.
1924 wurden Somoskő und Somoskőújfalu durch die tschechoslowakisch-ungarische Grenzkommission von der Tschechoslowakei wieder an Ungarn abgetreten, die Burg blieb aber bei der Tschechoslowakei.
1977 wurde die bis dahin eigenständige Gemeinde nach Salgótarján eingemeindet.

## Sehenswürdigkeiten
- Burgruine Somoskő
- Die Basaltsäulen von Somoskő
- Gedenkstätte der Märtyrer von Arad (Aradi vértanúk emlékhelye), erschaffen von István Szabó jr.[1]
- Géza-Krepuska-Gedenksäule (Krepuska Géza-emlékoszlop)

## Bilder

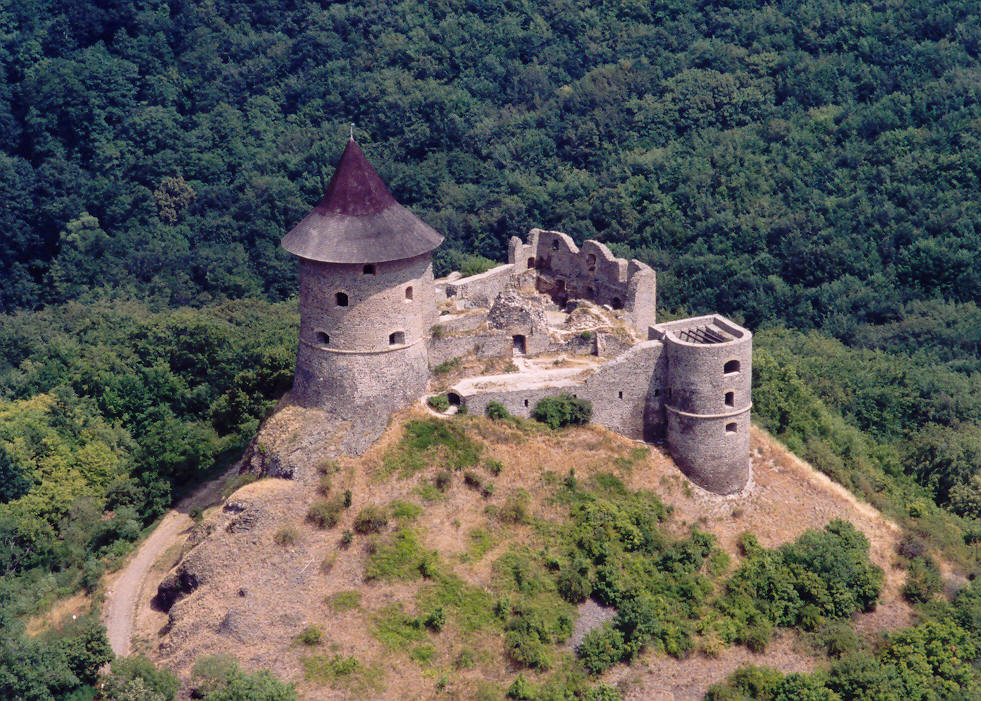
Burgruine Somoskő
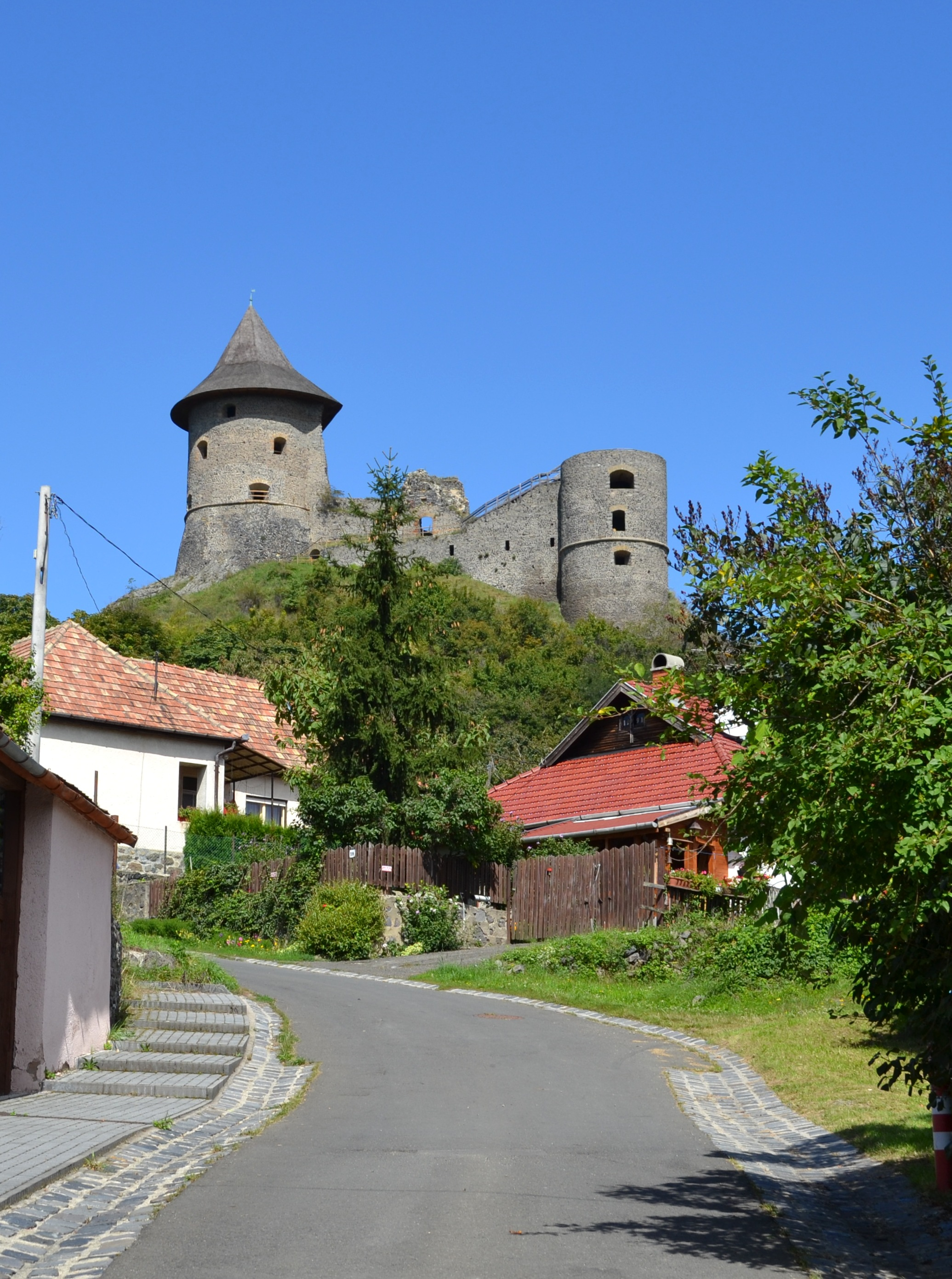
Blick auf die Burgruine
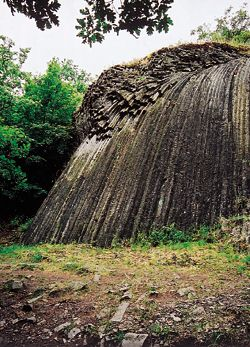
Die Basaltsäulen von Somoskő